# Flores (ort i Honduras)
Flores är en ort i Honduras.   Den ligger i departementet Departamento de Comayagua, i den sydvästra delen av landet, 40 km nordväst om huvudstaden Tegucigalpa. Flores ligger 645 meter över havet och antalet invånare är 3 018.
Terrängen runt Flores är varierad. Runt Flores är det ganska tätbefolkat, med 58 invånare per kvadratkilometer. Närmaste större samhälle är La Paz, 12,7 km väster om Flores. Omgivningarna runt Flores är en mosaik av jordbruksmark och naturlig växtlighet.